# 新三民主義
新三民主义指以毛澤東为代表的中国共产党将孫中山在《中國國民黨第一次全國代表大會宣言》中講到的「國民黨之主義」章節的再詮釋，而進一步與北伐之前的“三民主义”理論作区分而提出的概念，但蔣中正等中國國民黨高层则曾明确反对將三民主義区分为新舊两种。
中国共产党針對孫中山在該會議上演講「國民黨之主義」關於北伐路線方針所詮釋的新三民主義的具體內容為：
1. 反對帝國主義與封建主義以及軍閥勢力干政，使民族通過北伐獲得全面解放，團結而統一的民族主義。
2. 透過俄國十月革命之經驗與援助，建立國民革命軍，以聯俄、聯合工農兵革命的形式，掃除舊軍閥，建立憲政，用以追求中國所有階級平等互助，人人皆有選舉權，而不受資產階級壟斷，非壓迫的進階民權主義。
3. 扶助工人階級與農民，還有廣大弱勢，通過平均地權，節制資本，耕者有其田，設立國營事業，提升工農階級地位，使之公平參與選舉，參政，議政的方式在中國建立社會主義，成為更廣泛之民生主義。[1]

中國共產黨認為新三民主義是孫中山在同蘇俄特使鮑羅廷確立的「聯俄、聯共、扶助農工」三大政策基礎上的再詮釋。毛澤東在1940年《新民主主義論》中稱：「孫中山於1924年1月的廣州國民黨第一次全國代表大會重新解釋了三民主義，區分了三民主義的兩個歷史時代，新時期革命的三民主義，就是聯俄、聯共、扶助農工三大政策的三民主義。」中共認爲新三民主義是國共合作的重要依據。蔣中正在其《中國之命運》一書中則反駁中共將三民主義劃分為新舊之舉。
中華民國認為三大政策、新三民主義並非出自孫中山之手，這些都只是蘇聯及中共片面的自我詮釋，不符史實。

## 歷史背景
當時孫文的革命活動未能得到類似過往的來自資本主義國家的支持，又剛發生陳炯明事變，急需外界支持。同時俄羅斯在發生共產主義革命後，在國際上遭到孤立，新生的蘇聯政府正尋找外交突破口。在中國，吳佩孚、張作霖、陳炯明等軍閥又拒絕與蘇聯合作，失去了其他軍閥的蘇聯就找到孫文，提出合作協議，蘇聯提出孫文需接受中國共產黨，孫文出於自身考慮，加上覺得可以控制局面，就同意此原則。
孙文在1924年發表的三民主義演講中说「民生主義就是社會主義，又名共產主義，即是大同主義。」
「三大政策」最早是由鮑羅廷所提出，隨後中共中央特別會議奉令結合聯俄、容共、扶助農工定為三大政策。1927年3月武漢三中全會中，鮑羅廷與中共發動倒蔣，以「提高黨權，權力集中於黨」為由，在蔣中正北伐的途中剝奪蔣主席職務，降其為普通委員。

### 毛澤東提出的新三民主義内容
1940年1月9日，毛澤東在陕甘宁边区文化协会第一次代表大会上發表题为《新民主主义的政治与新民主主义的文化》的演講。1940年2月15日，該演講在延安的《中國文化》創刊號上發表。同年2月20日在延安出版的《解放》第98、99期合刊登载时，题目改成《新民主主义论》。文中稱：「這種新時期的革命的三民主義，新三民主義或真三民主義，是聯俄、聯共、扶助農工三大政策的三民主義。沒有三大政策，或三大政策缺一，在新時期中，就都是偽三民主義，或半三民主義……」「革命的三民主義，新三民主義，或真三民主義，必須是聯俄的三民主義；如果沒有聯俄政策，那就必然是聯帝政策。如不聯共，就要反共。不要農工政策，那就是準備革命失敗，也就是準備自己失敗。」毛澤東認為孫中山的三民主義是以馬克思主義為依據，中國革命時期的領導勢力必將由民族資產階級（中國國民黨）移交到無產階級（中國共產黨）的手裡。1940年2月15日，毛澤東在延安的「中國文化」創刊號也發表「新民主主義論」，強調中共才是革命的正統。
1. 民族主义方面：旧三民主义所突出的是“反清”的大漢族主義，矛头指向滿族與滿清王朝對漢族的統治；新三民主义则提出了反对帝国主义的目标。
2. 民权主义方面：过去只是抽象地提倡“自由、平等、博爱”，现在主张普遍平等的民权。
3. 民生主义方面：过去只有“平均地权”的政纲，现在则提出了平均地权和节制资本的办法，承认“耕者有其田”，并谋求改善工人和农民的生活。

### 中华人民共和国相關書籍的說法
在20世紀，中华人民共和国書籍多以「聯俄、容共、扶持工農的三大政策是孫中山在中国国民党第一次全国代表大会上所提出的新三民主義」作為定论。如廖盖隆：「1924年，孫中山接受了共產國際的幫助和中國共產黨的建議，在廣州召集了有共產黨人參加的第一次國民黨全國代表大會，訂出聯俄、聯共、扶助農工的三大政策，重新解釋了三民主義，實現國共兩黨及各界人民的統一戰線。」
胡繩：「國民黨一大在事實上確立了聯俄、聯共、扶助農工的三大政策。並通過《中國國民黨第一次全國代表大會宣言》，對三民主義作出適應時代潮流的新解釋。」
何幹之：「1924年1月，國民黨在廣州召開了第一次全國代表大會，發表了具有重大歷史意義的中國國民黨第一次全國代表大會宣言，重新解釋了三民主義。這就是以三大政策為基礎的三民主義，即新三民主義。」
郝夢筆、段浩然：「國民黨一大宣言接受了中國共產黨提出的反帝反封建的主張，孫中山對三民主義作了新的解釋，大會確定的政策統稱為聯俄、聯共、扶助農工的三大政策。」
杜魏華：「大會通過了有共產黨人和蘇聯顧問參與起草的，以反帝反封建為主要內容的宣言，確定了聯俄、聯共、扶助農工的三大政策，從而把舊三民主義發展為新三民主義」。
蓋軍：「大會實際上確定了聯俄、聯共、扶助農工的三大政策。這就使舊三民主義發展為新三民主義。新三民主義的政綱同中國共產黨的民主革命綱領在基本原則上是一致的，因而成為國共合作的政治基礎和革命統一戰線的共同綱領」。
尚明軒：「這次全國大會在共產黨和國民黨左派的共同努力下，通過了與國民黨右派份子辯論和鬥爭，確定了孫中山提出的聯俄、聯共、扶助農工的三大革命政策」。
中共中央黨史研究室：（1924年）「1月，在孫中山主持下，中國國民黨在廣州舉行第一次全國代表大會。大會通過了有關中國共產黨人參加起草的，以反帝反封建為主要內容的宣言，確定了聯俄、聯共、扶助農工的三大政策，從而把舊三民主義發展為新三民主義」。
1989年中國《辭海》：孫中山提出的民主革命的綱領，即民族主義、民權主義和民生主義:52。1924年1月至8月，鑒於中國國民黨改組時「亟需三民主義之奧義，五權憲法之要旨」，孫中山在廣州国立广东高等师范学校礼堂演讲三民主义十六講，每週演講一次，為三民主義提供最後的見解:52。「治權」的對稱，孫中山提倡人民管理國事的權力，包括選舉權、罷免權、創制權和複決權:4722。後在俄國十月共產主義革命勝利的影響和中國共產黨的幫助下，孫中山確定聯俄、聯共、扶助農工的三大政策，並於1924年《中國國民黨第一次全國代表大會宣言》中重新解釋三民主義:52。舊三民主義從此發展為以三大政策為實質的新三民主義:52。
吳劍杰：「三大政策是新三民主義的核心，也是新三民主義在當時歷史階段的政策體現。」。

## 質疑与爭議
国民党方面则始终否认有“新三民主義”这个概念存在过，在现今可以查阅到的国民党方面保存的所有文件里也找不到关于新三民主义的记载。孙中山病逝前关于三民主义的演说也未有提及新三民主义。
中共对此解释为：1924年1月，孙中山接受共产党人的建议，在國民黨第一次全國代表大會上，对三民主义重新解释，新三民主义包含“联俄、联共、扶助农工”的三大政策和“反对帝国主义、反对封建主义”的纲领，是第一次国内革命战争时期共产党和国民党合作的政治基础。因此，孙中山的新三民主义又被中共称为“革命的三民主义”和“新民主主义的三民主义”。孙中山的新三民主义同中国共产党在民主革命阶段的纲领是基本一致的，因而它成为了第一次国共合作的政治基础和大革命时期的意識形態之一。
李雲漢：「因三民主義裡未強調階級屬性而否定其價值，共產黨企圖以三大政策的口號來取代三民主義，此乃鮑羅廷以三大政策來欺騙國民黨人的背景。」
汪兆銘（七一五事件分共之後）：「到了武漢，便覺得三民主義與三大政策並舉是很不妥當的，自從國民黨改組以來，第一、二次全國代表大會都未見過三大政策的名詞，這大概是去年才發生的。」
蔣永敬：「陳獨秀最早故意將三大政策與三民主義混為一談，而毛澤東又把三大政策稱為新三民主義，顯然在拾人牙慧。」
宋進：「陳獨秀在1926年11月4日《關於國民黨問題》的報告，成為毛澤東日後提出新三民主義確立了基礎。」。
何香凝曾說，1927年4月「越飛到滬，彼此共談革命（孫越宣言），總理與廖仲愷遂於那時決定聯俄、聯共、聯農工的三大政策。」
吳稚暉：1927年首先使用「容共」（共指共產國際），後約定俗成，當時孫中山早已逝世，孫越宣言沒有談到「聯共」一詞。
西德慕尼黑大學金德曼：「蘇聯企圖在孫中山先生去世後把中國的革命運動永久而牢靠地與蘇俄連結在一起，它所運用的戰略即是宣傳『孫中山的三大政策』。陳獨秀及其他中國共產黨人，以及蘇俄在中國活動的官員，在孫中山逝世後開始使用這名詞，大力宣傳，企圖造成一種心理，使人們以為這三個政策與孫中山先生的三民主義有同樣的理論關係和地位，目前已知的證據可以顯示C. Martin Wilbur對1920年代初國民黨、共產黨和蘇俄遠東政策三者之間關係所作分析的正確性。」。C. Martin Wilbur認為，三大政策是中共自行杜撰的。
李雲漢：「三大政策最早是由鮑羅廷所提出，隨後1926年12月中共中央特別會議結合蘇聯顧問的聯俄、聯共、農工定為三大政策，並說三大政策為孫中山、廖仲愷所創立，藉以欺矇國民黨黨員。」並引用顧孟餘在1927年7月15日（即七一五事件當天）武漢中央常務委員會第20次擴大會議的記錄：「國民黨在歷次的宣言中，本來是有許多政策。但外面宣傳所謂三大政策，卻找遍了總理的遺教、歷次宣言、決議案都找不到這麼一個東西。實在說：三大政策短，不過只有七個月。何以知道只有七個月？因為三大政策的內容在七個月以前還沒有定。今年正月，本席由江西到武漢來，才聽見鮑羅廷同志說起三大政策，並勸大家要遵守；而當時他所說的三大政策，是反帝、聯俄、農工。同現在天天嚷的不同。可見得三大政策的內容，在正月時還沒有定，而且未經過任何會議決定，是共產黨替我們想出來的。於是各軍政治部、各報館、各團體的宣傳，只有三大政策，絕不提起三民主義。但我們要知道：第一、所謂三大政策的歷史很短，不出七個月；第二、所謂三大政策，未經過任何會議決定，是共產黨的越俎代庖。本來政策要靠宣傳，不過這個政策是共產黨代我們定的，也是共產黨在替我們宣傳，所以弄得外界對於本黨很是懷疑。人民方面，有人民方面的聯絡；黨部方面，有黨部方面的聯絡；用什麼主義聯絡？以什麼關係聯絡？這都是要研究的。至於說容共，究竟是有條件的容，還是無條件的容？也須加以考慮。還有農工政策，也要以這樣態度來研究。總而言之，所謂政策，一定要將他們的內容解釋清楚；不然，使一般人聽了，只是迷離徬徨，不知所從。」胡漢民隨後提出了「統一口號案」。
崔書琴：「過去，中共常說只有他們才是三民主義的繼承者；他們提出了一種『革命的三民主義』，使其有別於『舊有』的三民主義。將聯俄、容共與農工的『三大政策』作為『革命的三民主義』的內容。他們藉口孫中山先生說過共產主義是民生主義的好朋友，來譴責三民主義的忠實信徒不應該反共。尤其是宋慶齡最常利用前面所引的遣教，來為投靠中共與俄帝做辯護」。
林家有、周興樑認為，三大政策的概念是由共產黨人率先使用的，並非出自孫中山本人。
張玉法：「三大政策是武漢國民政府受蘇聯、中共控制時期所召開的特別會議上提出，中共再宣傳此政策來自於國民黨中央，才會以訛傳訛。」
中國大陸歷史學家金冲及（原中共中央文献研究室副主任）在和台湾歷史學家蒋永敬讨论时，蒋永敬指出“联俄、联共、扶助农工”不是孙中山提出，也不是国民党一大提出。金冲及查阅资料後認爲，蒋永敬的觀點可靠，三大政策是後来才提出的。但金冲及認爲，在实际工作中孙中山的確採取了联俄、联共、扶助农工的做法，蒋永敬表示他能接受這個觀點。

## 現代新詮釋
2003年2月18日，中共中央總書記胡錦濤就职後在中共中央黨校又提出“新三民主義”：“權為民所用，利為民所謀，情為民所繫”。
柯文哲在任台北市市長期间提出新三民主義：「庶民主義，平等機會參與政治；鄉民主義，開放資訊網路投票；公民主義，權在民的公民社會。」
2017年3月17日，香港特首選舉期間，有一署名「黎太」文章指出香港在中共統治下的未來可能只有三種人：對越趨高壓統治逆來順受的「順民」、會嘗試武力抵抗政府的「暴民」、其餘不甘心逆來順受亦沒膽量抵抗政府的就會考慮「移民」離開。文中稱之為「新的三民主義」。 文章發表後，此「新三民主義」被當地多番引用。

## 外部連結
- 何為新三民主義？